# Свистуновые (земноводные)
Свистуновые, или свистуны, или зубастые жабы (лат. Leptodactylidae), — семейство бесхвостых земноводных, обитающих в Новом Свете. Являются ближайшими родственниками жаб.

## Описание
Общая длина представителей этого рода колеблется от 3 до 20 см. Свистуны настолько разнообразны, что во внешнем виде невозможно выделить общие черты для всего семейства. Основными объединяющими чертами являются издаваемые ими своеобразные звуки, похожие на свист, и сильно сокращённая перепонка между пальцами.

## Образ жизни
Обитают на деревьях, кустарниках, в траве, некоторые виды ведут полуводный образ жизни. Питаются преимущественно беспозвоночными, в том числе членистоногими и моллюсками.

## Размножение
Перед метанием икры лягушки формируют из клоакальных выделений пенистые гнёзда, предохраняющие эмбрионы от высыхания. Как правило, самки располагают гнёзда неподалёку от водоёмов либо на их поверхности. Для нескольких видов описано наличие в кладках неоплодотворённых яиц, служащих для питания головастиков. Для видов рода Paratelmatobius описана откладка икры на дно небольших стоячих водоёмов, а также прикрепление её к поверхности камней вблизи небольших ручьёв.

## Распространение
Ареал охватывает Северную, Центральную и Южную Америку, а также острова Карибского бассейна.

## Классификация
На октябрь 2018 года в семейство включают 3 подсемейства, 13 родов и 206 видов:
Leiuperinae Bonaparte, 1850
- Edalorhina Jiménez de la Espada, 1870 — Причудливые свистуны  (3 вида)

- Engystomops Jiménez de la Espada, 1872 (9 видов)

- Engystomops coloradorum (Cannatella & Duellman, 1984)
- Engystomops freibergi (Donoso-Barros, 1969)
- Engystomops guayaco (Ron, Coloma & Cannatella, 2005)
- Engystomops montubio (Ron, Cannatella & Coloma, 2004)
- Engystomops petersi Jiménez de la Espada, 1872
- Engystomops pustulatus (Shreve, 1941)
- Engystomops pustulosus (Cope, 1864)
- Engystomops puyango Ron at al., 2010
- Engystomops randi (Ron, Cannatella & Coloma, 2004)

- Physalaemus Fitzinger, 1826 (48 видов)

- Physalaemus aguirrei Bokermann, 1966
- Physalaemus albifrons (Spix, 1824)
- Physalaemus albonotatus (Steindachner, 1864)
- Physalaemus angrensis Weber, Gonzaga & Carvalho-e-Silva, 2005
- Physalaemus atim Brasileiro and Haddad, 2015
- Physalaemus atlanticus Haddad and Sazima, 2004
- Physalaemus barrioi Bokermann, 1967
- Physalaemus biligonigerus (Cope, 1861) — Буропятнистая болотная лягушка
- Physalaemus bokermanni Cardoso and Haddad, 1985
- Physalaemus caete Pombal and Madureira, 1997
- Physalaemus camacan Pimenta, Cruz & Silvano, 2005
- Physalaemus carrizorum Cardozo and Pereyra, 2018
- Physalaemus centralis Bokermann, 1962
- Physalaemus cicada Bokermann, 1966
- Physalaemus crombiei Heyer and Wolf, 1989
- Physalaemus cuqui Lobo, 1993
- Physalaemus cuvieri Fitzinger, 1826
- Physalaemus deimaticus Sazima and Caramaschi, 1988
- Physalaemus ephippifer (Steindachner, 1864)
- Physalaemus erikae Cruz and Pimenta, 2004
- Physalaemus erythros Caramaschi, Feio, and Guimarães, 2003
- Physalaemus evangelistai Bokermann, 1967
- Physalaemus feioi Cassini, Cruz, and Caramaschi, 2010
- Physalaemus fernandezae (Müller, 1926)
- Physalaemus fischeri (Boulenger, 1890)
- Physalaemus gracilis (Boulenger, 1883)
- Physalaemus henselii (Peters, 1872)
- Physalaemus insperatus Cruz, Cassini, and Caramaschi, 2008
- Physalaemus irroratus Cruz, Nascimento, and Feio, 2007
- Physalaemus jordanensis Bokermann, 1967
- Physalaemus kroyeri (Reinhardt and Lütken, 1862)
- Physalaemus lateristriga (Steindachner, 1864)
- Physalaemus lisei Braun and Braun, 1977
- Physalaemus maculiventris (Lutz, 1925)
- Physalaemus marmoratus (Reinhardt and Lütken, 1862)
- Physalaemus maximus Feio, Pombal, and Caramaschi, 1999
- Physalaemus moreirae (Miranda-Ribeiro, 1937)
- Physalaemus nanus (Boulenger, 1888)
- Physalaemus nattereri (Steindachner, 1863)
- Physalaemus obtectus Bokermann, 1966
- Physalaemus olfersii (Lichtenstein and Martens, 1856)
- Physalaemus orophilus Cassini, Cruz, and Caramaschi, 2010
- Physalaemus riograndensis Milstead, 1960
- Physalaemus rupestris Caramaschi, Carcerelli, and Feio, 1991
- Physalaemus santafecinus Barrio, 1965
- Physalaemus signifer (Girard, 1853)
- Physalaemus soaresi Izecksohn, 1965
- Physalaemus spiniger (Miranda-Ribeiro, 1926)

- Pleurodema Tschudi, 1838 — Ложноглазки (15 видов)

- Pseudopaludicola Miranda-Ribeiro, 1926 (23 вида)

- Pseudopaludicola ameghini (Cope, 1887)
- Pseudopaludicola atragula Pansonato at al., 2014
- Pseudopaludicola boliviana Parker, 1927.
- Pseudopaludicola canga Giaretta & Kokubum, 2003.
- Pseudopaludicola ceratophryes Rivero & Serna, 1984
- Pseudopaludicola facureae Andrade & Carvalho, 2013
- Pseudopaludicola falcipes (Hensel, 1867)
- Pseudopaludicola florencei Andrade et al., 2018
- Pseudopaludicola giarettai Carvalho, 2012.
- Pseudopaludicola hyleaustralis Pansonato at al., 2012
- Pseudopaludicola ibisoroca Pansonato at al., 2016
- Pseudopaludicola jaredi Andrade at al., 2016
- Pseudopaludicola llanera Lynch, 1989.
- Pseudopaludicola mineira Lobo, 1994.
- Pseudopaludicola motorzinho Pansonato at al., 2016
- Pseudopaludicola murundu Toledo at al., 2010
- Pseudopaludicola mystacalis (Cope, 1887)
- Pseudopaludicola parnaiba Roberto, Cardozo & Ávila, 2013
- Pseudopaludicola pocoto Magalhaes at al., 2014
- Pseudopaludicola pusilla (Ruthven, 1916)
- Pseudopaludicola restinga Cardozo et al., 2018
- Pseudopaludicola saltica (Cope, 1887)
- Pseudopaludicola ternetzi Miranda-Ribeiro, 1937

Leptodactylinae Werner, 1896 
- Adenomera Steindachner, 1867 —  Ямочные свистуны (18 видов)

- Adenomera ajurauna (Berneck, Costa, and Garcia, 2008)
- Adenomera andreae (Müller, 1923) — Плоскопалый свистун
- Adenomera araucaria Kwet and Angulo, 2002
- Adenomera bokermanni (Heyer, 1973) — Свистун Бокерманна
- Adenomera coca (Angulo and Reichle, 2008)
- Adenomera cotuba Carvalho and Giaretta, 2013
- Adenomera diptyx (Boettger, 1885)
- Adenomera engelsi Kwet, Steiner, and Zillikens, 2009
- Adenomera heyeri Boistel, Massary, and Angulo, 2006
- Adenomera hylaedactyla (Cope, 1868) — Полосатый свистун
- Adenomera juikitam Carvalho and Giaretta, 2013
- Adenomera lutzi Heyer, 1975 — Свистун Лютца
- Adenomera marmorata Steindachner, 1867 — Заботливый свистун
- Adenomera martinezi (Bokermann, 1956) — Четырёхрядный свистун
- Adenomera nana (Müller, 1922)
- Adenomera saci Carvalho and Giaretta, 2013
- Adenomera simonstuarti (Angulo and Icochea, 2010)
- Adenomera thomei (Almeida and Angulo, 2006)

- Hydrolaetare Gallardo, 1963 (3 вида)

- Hydrolaetare caparu Jansen, Gonzales-Álvarez & Köhler, 2007
- Hydrolaetare dantasi (Bokermann, 1959)
- Hydrolaetare schmidti (Cochran & Goin, 1959)

- Leptodactylus Fitzinger, 1826 — Свистуны (74 вида)

- Lithodytes Fitzinger, 1843 (1 вид)

- Lithodytes lineatus (Schneider, 1799)

Paratelmatobiinae Ohler and Dubois, 2012
- Crossodactylodes Cochran, 1938 (5 видов)

- Crossodactylodes bokermanni Peixoto, 1983
- Crossodactylodes itambe Barata at al., 2013
- Crossodactylodes izecksohni Peixoto, 1983
- Crossodactylodes pintoi Cochran, 1938
- Crossodactylodes septentrionalis Teixeira at al., 2013

- Paratelmatobius Lutz and Carvalho, 1958 (6 видов)

- Paratelmatobius cardosoi Pombal & Haddad, 1999
- Paratelmatobius gaigeae (Cochran, 1938)
- Paratelmatobius lutzii Lutz & Carvalho, 1958
- Paratelmatobius mantiqueira Pombal & Haddad, 1999
- Paratelmatobius poecilogaster Giaretta & Castanho, 1990
- Paratelmatobius yepiranga Garcia, Berneck, & Costa, 2009

- Rupirana Heyer, 1999 (1 вид)

- Rupirana cardosoi Heyer, 1999

- Scythrophrys Lynch, 1971 (1 вид)

- Scythrophrys sawayae (Cochran, 1953)